# غل سفيد (زاز الشرقي)
غل سفید (بالفارسية: گل سفید) هي قرية تقع في إيران في قسم زاز الشرقي الریفي. يقدر عدد سكانها بـ 59 نسمة بحسب إحصاء 2016.